# Epigonichthys cultellus
Epigonichthys cultellus är en ryggsträngsdjursart som beskrevs av Peters 1877. Epigonichthys cultellus ingår i släktet Epigonichthys och familjen Branchiostomatidae. Inga underarter finns listade i Catalogue of Life.